# Kamuysaurus

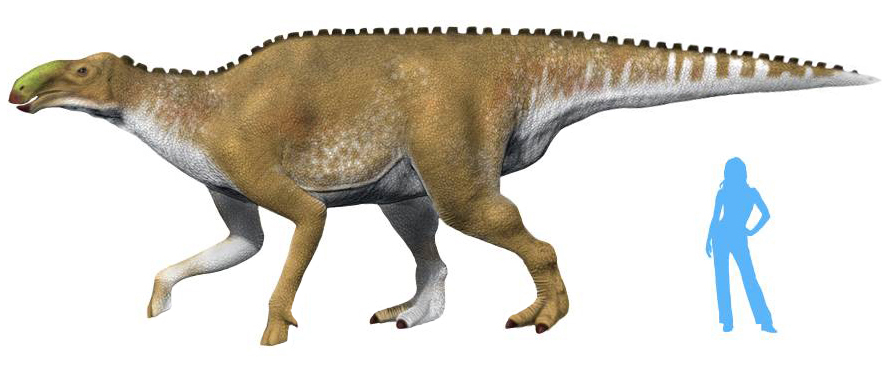
Художня реконструкція

Kamuysaurus — рід качкодзьобих динозаврів з клади Edmontosaurini, що існував у крейдовому періоді. Описано один вид — Kamuysaurus japonicus. Завдовжки бл. 8 метрів. Вагу оцінюють у 5296 ± 1357 кг, якщо він пересувався на 4 кінцівках і 4087 ± 1047 кг, якщо на двох.
Відомий за рештками майже повного скелета, що належав зрілій особині. Рештки знайдено у морських відкладах на острові Хоккайдо, Японія, і датовані раннім маастрихтським віком. Це перший відомий качкодзьобий динозавр з території Японії. Близько споріднений з Laiyangosaurus і Kerberosaurus.